# Saison 2 de Navarro
Chronologie
Saison 1 Saison 3
Cet article présente la deuxième saison de la série télévisée française Navarro.

## Distribution[1]

### Acteurs principaux
- Roger Hanin : commissaire Antoine Navarro
- Emmanuelle Boidron : Yolande Navarro
- Catherine Allegret : Ginou
- Maurice Vaudaux : commissaire divisionnaire Maurice Waltz

Dans les rôles des mulets :
- Sam Karmann : inspecteur François Barrada
- Jacques Martial : inspecteur Honoré Bain-Marie
- Christian Rauth : inspecteur René Auquelin
- Daniel Rialet : inspecteur Joseph Blomet

## Production[2]

### Épisode 4:Fils de périph
- France : 11 janvier 1990

### Épisode 5:Strip show
- France : 8 février 1990

### Épisode 6:Barbès de l'aube à l'aurore
- France : 13 mars 1990

### Épisode 7:Mauvaises actions
- France : 5 avril 1990

### Épisode 8:Mort d'une fourmi
- France : 6 septembre 1990

### Épisode 9:Le cimetière des éléphants
- France : 4 octobre 1990